# Balneario de Baños de Montemayor
El balneario de Baños de Montemayor es un balneario situado en la localidad española de Baños de Montemayor, al norte de la provincia de Cáceres. Fue declarado bien de interés cultural en 1995.

## Situación
El balneario se encuentra al borde de la carretera N-630, a su paso por el casco antiguo, en lo que antes era la "Ruta de la Plata" que cruzaba de norte a sur la península ibérica desde Asturica Augusta hasta Augusta Emerita. El municipio de Baños de Montemayor se sitúa en las proximidades del límite provincial entre Salamanca y Cáceres, delimitación ubicada en el Puerto de los Baños, por donde discurre la autovía A-66 que se desarrolla por lo alto del valle dejando a la población de Baños de Montemayor a sus pies.

## Aguas

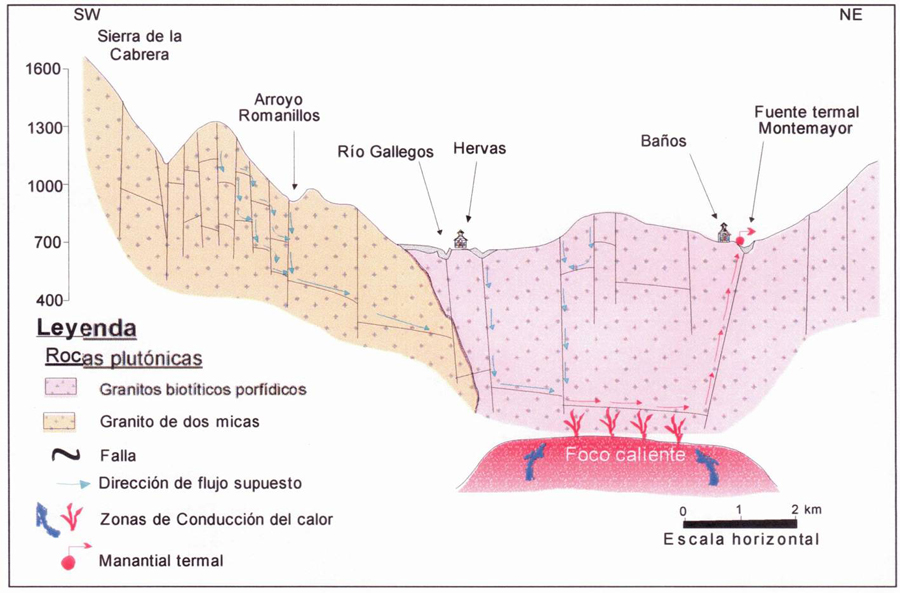
Origen de las aguas del Balneario de Baños de Montemayor

Las aguas que surgen en el subsuelo del balneario son de tipo sulfatadas, en las que predomina el anión sulfato asociado con cationes de calcio, sodio o magnesio. Se clasifican como aguas sulfuradas, sódicas y oligometálicas. La temperatura de surgencia es de 43 °C. 
Las indicaciones principales de estas aguas son para procesos reumatológicos, artrosis / artritis, afecciones del aparato respiratorio... Son además tonificantes y embellecedoras de la piel.
El origen de las aguas se encuentra en el subsuelo de la localidad y provienen de dos manantiales próximos entre sí y que reciben los nombres de "Columna" y "Arqueta".
Tradicionalmente se elaboraban jabones con los hongos que crecían en el manantial, no siendo actualmente posible continuar con esta actividad dado que los derechos de estos jabones los adquirió una de las empresas que administró el Balneario.

## Edificio
El edificio antiguo del balneario es fruto de una continua reutilización del manantial termal, y su evolución arquitectónica es una muestra más del interés que desde la antigüedad han ofrecido estas aguas. 
Interiormente se puede acceder al lugar donde se halla el manantío del agua termal; se trata de un espacio circular cubierto con bóveda y toma de luz cenital, pudiéndose observar las partes altas de las hornacinas del medio punto rehundidos con el muro, quedando el resto bajo el actual nivel del suelo, estando en la actualidad el centro de la construcción circular ocupado por una cámara de ladrillo de metro y medio de alto que protege la pileta, a donde llega el agua para su distribución. Por la parte alta de la cámara citada se accede a un hueco donde se aprecia un tronco de columna con fuste y pileta octogonal con ocho pequeños orificios. Esta terma responde al concepto de terapéutico, debiendo estar adscrito este lugar de Baños de Montemayor al importante enclave de Cáparra. 
Exteriormente la fachada principal se compone de tres cuerpos diferenciados y unidos. El primero, de dos plantas: la baja, en cuyo centro se abre la puerta de entrada, y la alta, con cuatro balcones en medio punto muy rebajado, la separación de las plantas se consigue con una cornisa a base de molduras con medias cañas y ángulos rectos; la segunda planta remata en otra cornisa molduras. El segundo cuerpo es más pequeño y sus vanos son cuadrados. El tercer cuerpo presenta en su parte inferior sillares de correcta estereotomía, en los laterales se alzan sendas torretas de mampostería enlucida con sillares en las esquinas que le confieren cierto aire de edificio defensivo; esta última parte del conjunto se une al hotel por una escalinata cuyo pasamanos es soportado por balaustres muy decorativos, realzando la unión de los dos elementos. La fachada lateral presenta dos plantas sin separación por cornisas, en el que se abren cinco vanos rececados de cantería y con las mismas características que la fachada principal.
En la actualidad, el balneario tiene dos edificios, uno a cada lado de la carretera N-630 que atraviesa la población. Circulando en sentido Salamanca, a la derecha está el inmueble histórico, y a la izquierda el más moderno. A principios de 2019 se dio a conocer que un nuevo edificio será construido detrás del edificio más actual, bajo una pista polideportiva en desuso, en un espacio que muchos en el municipio llaman 'el campo de batalla'.

## Historia
El origen del actual complejo arquitectónico del balneario, según lo divulgado en la localidad, es que fueron unas termas romanas terapéuticas, que se ubicaron en este mismo lugar, destacando esta hipótesis el autor Pascual Madoz, que describe: "Estos baños debieron ser muy conocidos de los romanos, y es de creer que se bañarían en ellos sus legiones, pues en las excavaciones hechas se encuentran vestigios de habitaciones subterráneas de gusto antiguo", no solo por los vestigios romanos aparecidos en 1894, conservados en el interior del balneario y expuestos correctamente, sino por la existencia de la propia terma romana. 

### Origen y uso romano

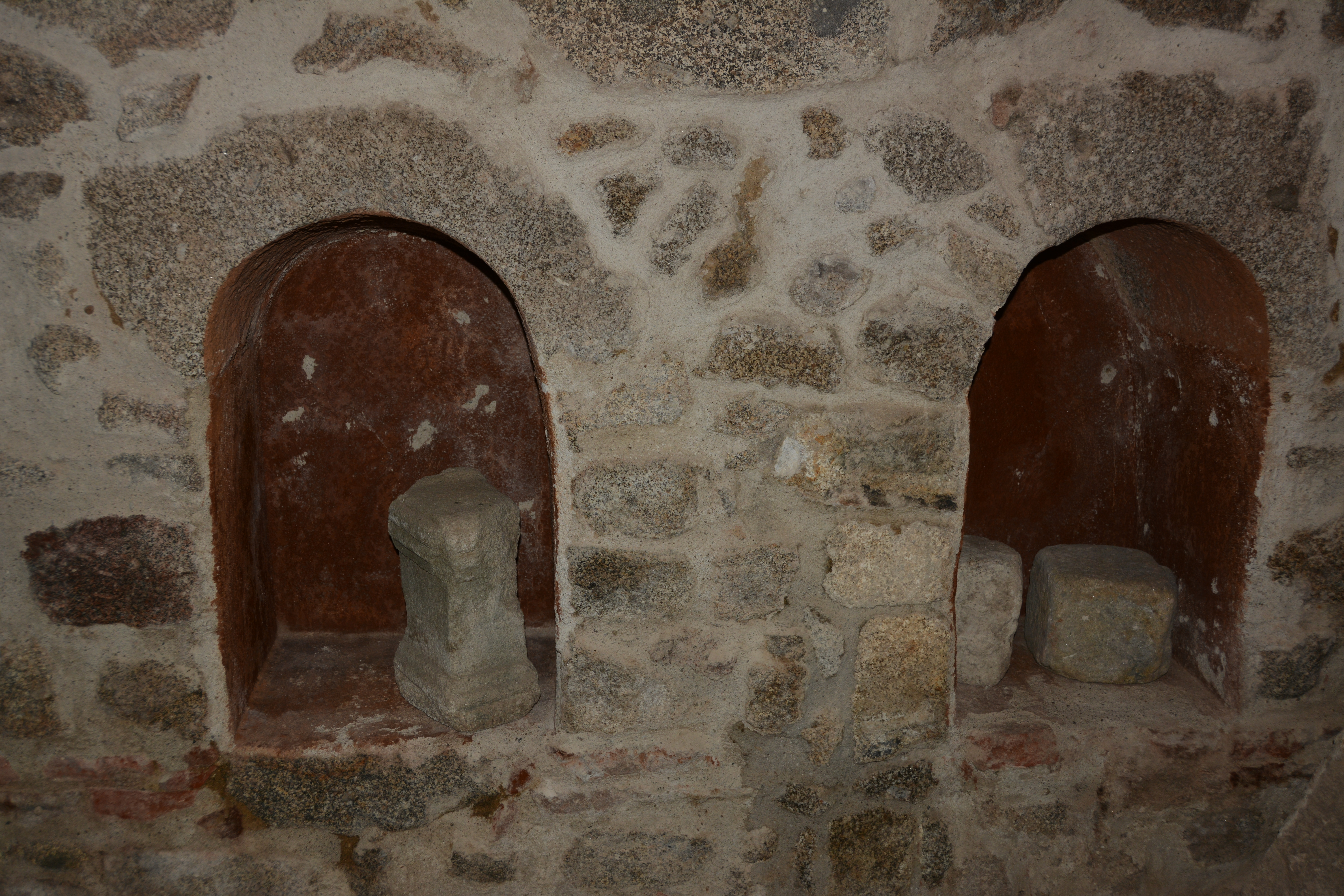
Reconstrucción de las termas romanas, en la que aparecen árulas de época.

Los exvotos, aras y epígrafes latinos vienen a corroborar que en época de dominación romana, estas fuentes termales fueron utilizadas y veneradas por militares y funcionarios romanos, además de la población hispanorromana, que verán alivio considerable de sus males en esta agua sulfurosas que manaban ya en el siglo II a. C. formando una laguna acuática. Son varias las aras dedicadas a las Ninfas. El paso del tiempo trajo consigo la adaptación de estos manantiales para el uso público; aún hoy se conservan restos de las arquetas romanas construidas para la toma de las aguas y adecuación de los manantiales.

### SiglosXVIIyXVIII
En 1630, con el Marqués de Montemayor, Juan Luis de Silva y Ribera, se reforman las Ordenanzas de estos baños del norte cacereño. Durante el siglo XVII se realizan obras de ampliación promovidas por el Obispo de Coria, Juan de Porras y Atienza, construyéndose una gran nave, bóveda de medio cañón corrido con lunetos.

### SiglosXIXyXX
En 1833 los ayuntamientos de Montemayor y Béjar cedieron a sus vecinos "Todos los derechos y acciones que les correspondieran o pudieran corresponderles sobre el manantial de aguas minerales" formando así una junta administrativa. En el siglo XIX la corporación municipal inició una ampliación que consistió en una estancia a nivel del suelo, apoyada sobre seis columnas metálicas, desde la que se accede por la escalera de piezas graníticas a otras estancias cubiertas con bóvedas de aristas, a nivel de la terma romana, las piezas anteriores están comunicadas con el gran espacio abovedado.
A principios del siglo XIX, en 1817, Baños de Montemayor tuvo su primer director del Balneario, Francisco Martínez y, en 1833 el Balneario, por decisión de los ayuntamientos de los barrios de Béjar y Montemayor, pasaría a posesión de los vecinos del pueblo, que crearon la denominada “Junta Protectora del Establecimiento”, precursora del actual ProBaños y siendo por tanto el balneario de titularidad vecinal.
A finales del siglo, en 1890, se instalaron en el exterior las rejas de fundición, que cercan el recinto. En estas fechas se adquieren varias bañeras fabricadas en mármol, una de ellas labrada con decoración mudéjar y de gran valor artístico.
Modificaciones de importancia y paulatinas ampliaciones de considerable coste se darían en los siglos XIX y XX, obteniendo como resultado el Balneario, junto al cual se construyó, a principios de la segunda década del siglo XX, un hotel que lleva el mismo nombre del Balneario. Este Balneario se arrendaría al famoso político del Partido Radical, Alejandro Lerroux. Este político impulsó considerablemente el Balneario y el Hotel, y cedería su titularidad a Ferrero y compañía, Sociedad de Responsabilidad Limitada, disuelta en 1944, quedando Miguel Ferrero Pardo, quien llegó a ser gobernador civil de Cáceres, y sus posteriores herederos como administradores del Hotel y del Balneario durante el resto del siglo, quienes además poseen el resort El Salugral (Hervás) y siguen poseyendo el Hotel. Siendo este Gobernador civil de la provincia de Cáceres, en 1951 suprimió la cesión de 1833 a la Junta Administrativa vecinal, transfiriéndola al Ayuntamiento de Baños como "órgano representativo de los vecinos". En 1990 la Junta Administrativa fue restablecida por votación popular con el nombre de Probaños, comenzando así la construcción del segundo edificio al mismo tiempo que los vecinos empiezan a organizarse ante el monopolio de esta familia sobre el balneario.
En una de las excavaciones realizadas en 1998, se encontraron piezas y bañeras de mármol, de la época romana, en la que en la actualidad, se utilizan para da tratamientos a los clientes y como decoración en el museo del balneario.

### Actualidad
La empresa Baños y Salud S. L., perteneciente al grupo valenciano Balnearios de Valencia S.L., se ocupó de su gestión durante una década tras la salida de la familia Ferrero de la gestión. Esta década se cumplió el 31 de diciembre de 2013, pero pesar de esto, la empresa siguió al frente de la instalación termal firmando una prórroga con Probaños hasta el final de 2016. Sin embargo, los problemas de impagos por parte de la gestora surgidos durante el primer año de la prórroga, hicieron que la Asociación Probaños iniciara un proceso de desahucio que se llevó a cabo en noviembre de 2014. Días después la empresa entró en concurso de acreedores dejando una deuda al pueblo cercana a un millón de euros entre la renta que dejó de pagar y lo que también debía a los hoteleros y a otros proveedores: 600 000 euros a Pro Baños en concepto de renta, 400 000 euros a los hosteleros del pueblo y 20 000 más al ayuntamiento por el impago del recibo del agua. Al año siguiente el rey Felipe VI, otorgó la Orden al Mérito Civil al empresario Miguel Ángel Fernández Torán administrador único de Balnearios de Valencia S.L., hecho por el cual los vecinos elevaron una queja a la Casa Real, la cual fue desoída.
En el año 2015 los vecinos asumieron la gestión del Balneario tras el desahucio de la empresa anterior.